# Єльцин. Три дні в серпні
«Єльцин. Три дні в серпні» — художній фільм режисера  Олександра Мохова про московські події серпня 1991 р. Через 20 років після серпневого путчу зроблена спроба відновити події у художній стрічці.

## Сюжет
1991 рік. Йде підготовка до підписання Союзного договору. Стає питання про зміну керівної верхівки в країні. Змовники блокують  Горбачова на дачі у Форосі, після чого оголошують про створення Державного комітету з надзвичайного стану в СРСР (ДКНС СРСР).  Борис Єльцин їде в Білий дім, де очолює опозицію.

## Ролі
- Дмитро Назаров —  Борис Миколайович Єльцин, президент РРФСР
- Олександр Сірін —  Володимир Олександрович Крючков, голова КДБ СРСР
- Володимир Стєклов —  Павло Сергійович Грачов, командувач ВДВ СРСР
- Олександр Терешко —  Олександр Коржаков, керівник служби безпеки президента РРФСР
- Олена Валюшкина —  Наїна Йосипівна Єльцина, дружина Бориса Єльцина
- Олександр Шаврін —  Геннадій Іванович Янаєв, віце-президент СРСР, голова ДКНС
- Фелікс Антіпов —  Дмитро Тимофійович Язов, маршал, міністр оборони СРСР, член ДКНС
- Михайло Хмуров —   Олександр Іванович Лебідь, заступник командувача ВДВ СРСР